# Zapotitlán de Vadillo
Zapotitlán de Vadillo è un comune del Messico, situato nello stato di Jalisco.